# Summit (hrabstwo Juneau)
Summit – miasto w Stanach Zjednoczonych, w stanie Wisconsin, w hrabstwie Juneau.